# Der Bär im großen blauen Haus
Der Bär im großen blauen Haus (engl. Bear in the Big Blue House) ist eine US-amerikanische Puppenfilmserie, von der von 1997 bis 2006 insgesamt 117 Folgen produziert wurden. In Deutschland wurden zwischen 1999 und 2001 89 Folgen, in drei Staffeln erstmals veröffentlicht. Die Zielgruppe sind Kinder im Kindergarten- und Vorschulalter.
Diese Sendung wurde in Deutschland 1999 erstmals im Bezahlfernsehsender Disney Channel gezeigt und erlebte ab dem 3. Januar 2000 im öffentlich-rechtlichen Fernsehsender Der Kinderkanal ihre Premiere. Von 2001 bis 2003 wurde sie auch vom ZDF gezeigt. Seit 2009 ist sie nur noch über den Bezahlfernsehsender Playhouse Disney zu empfangen. Österreich Anfang, von ORF 1, als Confetti TiVi.

## Mitarbeiter
Die Idee zu der Serie hatte Mitchell Kriegman (Clarissa, Winnie Puuh’s Bilderbuch), der auch an den Drehbüchern mitarbeitete. Er führte bei einigen Folgen auch Regie sowie Hugh Martin und Chuck Vinson. Weitere Drehbuchautoren waren Andy Yerkesi und P. Kevin Strader. Einige Designs stammten von Marty Murphy (u. a. Biene Maja, Hong Kong Pfui, DuckTales).

## Inhalt
Der große Bär bewohnt ein blaues Haus und erklärt mithilfe von Ratschlägen, Erzählungen und manchmal auch Ermahnungen seinen noch recht kindlichen Gefährten die Welt. Zu seinen Freunden gehören:
- das kleine Bärenmädchen Ojo mit ihrem weißen Teddybären Schneebär,
- Treelo, ein Lemur mit seltsamem Akzent,
- die Maus Tutter,
- die Otterzwillinge Pip und Pop, die hinter dem Haus in einem Teich leben, sowie
- das Schattenmädchen Shadow und
- Luna, der Mond und gleichzeitig die beste Freundin des Bären.

Weitere Figuren sind
- Tutters Großmutter Oma Flutter,
- die Großeltern von Pip und Pop,
- Doc Hogg, das Arzt-Schwein,
- Strahlemann, die Sonne, und
- Ursa, die spanische Freundin des Bären.

## Hauptfiguren
Der Bär, der von seinen Freunden auch schlicht „Bär“ genannt wird, ist der Besitzer des großen blauen Hauses. Er führt durch die Geschichten und ist fast immer der einzige, der den Zuschauer direkt anspricht. Das beginnt grundsätzlich damit, dass er zu Beginn einer Geschichte die Tür des Hauses von innen öffnet und den Zuschauer hereinbittet. (Häufig benutzte Formel: „Hm? Oh, hallo! Ihr seid es! Ich freue mich, euch zu sehen. Ich hab mich schon gefragt, wo ihr bleibt! Hereinspaziert!“) Manchmal sieht er bei dieser Gelegenheit nach der Post, wobei in solchen Fällen praktisch immer etwas im Briefkasten (ein amerikanischer Kasten mit Fahne) liegt. Anschließend folgt die Kamera dem Bären ins Haus, der dann grundsätzlich jedes Mal einen fremden, angenehmen Geruch wahrnimmt und durch Schnüffeln feststellt, dass er vom Zuschauer kommt. Am Schluss des Tages verabschiedet sich der Bär auf dem Speicher wieder vom Zuschauer, wobei er sich nach der Verabschiedung stets noch an etwas erinnert, was er noch sagen möchte.

Der Bär ist für alle Bewohner im Haus ein sehr guter Freund und wird durch seine Größe und höhere Welterfahrung häufig als die Vaterrolle angesehen. Er hilft allen Bewohnern regelmäßig bei Tätigkeiten, die diese allein nicht hinbekommen oder gibt ihnen in Problemsituationen Ratschläge. Aus diesem Grund vertrauen ihm alle Hausbewohner und sind auch ihrerseits bereit, ihm zu helfen. Dies ist besonders gut in der Episode Der Bär ist krank zu sehen, in der alle Bewohner gemeinsam versuchen, den erkälteten Bären wieder gesund zu machen. Der Bär ist auch meist derjenige, der die Hausbewohner an Tätigkeiten wie das Aufräumen, das Bad oder das Zähneputzen erinnert.

Zu den Haupthobbys des Bären gehören neben dem Spielen mit seinen Freunden unter anderem das Sitzen auf seiner Wohnzimmerschaukel und das Tanzen (insbesondere des Cha-Cha-Chas).

In den meisten Folgen fragt der Bär außerdem den Zuschauer direkt, was er zum jeweiligen Schlagwort der Folge (jede Folge besitzt ein grobes Oberthema wie Wasser, Wissenschaft, Zeit etc.) sagt oder was er für bestimmte Erfahrungen damit hat. Anschließend wird ein Kurzfilm eingeblendet, in dem einige reale Kinder auf die Frage antworten. (Dies ist allerdings nicht in den Hörspielen der Fall.)
In den Hörspiel-Ausgaben erklärt der Bär häufig auch zusätzlich bestimmte Dinge oder Vorgänge, die aufgrund des fehlenden Bildes im Gegensatz zum Fernsehen nicht automatisch gesehen werden können.
Tutter ist eine blaue Maus und der kleinste Bewohner im großen blauen Haus. Tutter wohnt als Untermieter in der Küche des Bären in einem kleinen Mauseloch. Tutter liebt alle Arten von Käse über alles. Das geht so weit, dass er bisweilen sogar emotionale Bindungen zu seinen Käsesorten entwickelt oder mit ihnen experimentiert, um neue Verwendungszwecke für das Nahrungsmittel herauszufinden.

Tutter gehört trotz seiner Größe zu den vorlautesten Bewohnern im großen blauen Haus, wird aber trotzdem schnell ängstlich. Er leidet unter seiner geringen Größe, durch die er beispielsweise Probleme hat, an den Wasserhahn in der Küche zu gelangen. Trotzdem zögert er oft lange damit, den Bären um Hilfe zu bitten und versucht stattdessen, durch eigene Kraft das Problem zu lösen, was oft misslingt.

Tutter besitzt eine große Familie (die Tutters), zu der unter anderem seine Oma Flutter gehört, eine der am häufigsten erscheinenden Nebenpersonen. Tutter wuchs bei seiner Oma auf. Die Tanzlehrerin (ein Hobby, das sie mit dem Bären teilt) mag die übrigen Bewohner des Hauses ebenfalls.

Tutter ist der einzige Bewohner des Hauses neben dem Bären, der fest darin wohnt.
Ojo ist ein junges, kleines rotes Bärenmädchen, das im Wald in der Nähe des großen blauen Hauses wohnt. Sie kommt wie die anderen Hauptpersonen, die nicht direkt im Haus wohnen, nahezu jeden Tag ins große blaue Haus, wo sie gern mit den anderen spielt. Ojos Lieblingsspiel ist das Phantasiespiel („So-Tun-Als-Ob“), bei dem sich alle Beteiligten vorstellen, eine bestimmte Rolle einzunehmen und in einer ebenfalls vorgestellten Welt zu spielen. Einer von Ojos Lieblingsplätzen dieser Phantasiespiele ist die Ojo-Insel. Ojo besitzt ein Lieblingskuscheltier, den Schneebären, an dem sie sehr hängt und ihn nur sehr ungern jemand anderem gibt.

Ojo ist die einzige weibliche Hauptperson, die sich täglich in der Nähe des Hauses aufhält (abgesehen von Luna).
Pip und Pop sind zwei lilafarbene Otter, die im Otterteich hinter dem blauen Haus wohnen. Sie treten fast immer nur zu zweit auf und haben die Angewohnheit, ihre Sätze gegenseitig zu beenden oder gemeinsam zu sagen. Einer ihrer Lieblingssätze ist das bei allen möglichen Anlässen gerufene „Wir lieben … !“, dem fast immer Gelächter ihrerseits folgt. Die beiden Otter werden selten müde und sind immer für einen Spaß zu haben. Eines ihrer weiteren Markenzeichen ist die Angewohnheit, an einem Ort aufzutauchen, indem sie von unten irgendwo hervorschnellen, was mit einem markanten Geräusch einhergeht.

Pip und Pop werden praktisch nie in Gesamtaufnahme gezeigt, sondern immer nur von Bauch an aufwärts. Ihr Unterteil ist stets vom Bildrand oder Möbeln verdeckt.
Treelo ist ein weißgrünblauer Lemur (obwohl er manchmal auch „Halbaffe“ genannt wird) mit einer roten Nase. Er ist von der Gesamtgröße her nach dem Bären die größte Hauptperson. Treelo kommt ebenfalls fast jeden Tag ins große blaue Haus und spielt mit seinen Freunden, insbesondere mit Ojo.

Treelo hat die Eigenschaft, als einziger Bewohner des Hauses mit einer „tierhafteren“ Stimme zu sprechen. Viele seiner Worte klingen sehr genuschelt, weshalb er des Öfteren schwer zu verstehen ist. Entsprechend seiner Art hat er die Angewohnheit, sich durch Fenster zu schwingen und durch Bäume zu klettern. Des Weiteren isst er gern Bananen und ist Besitzer einer großen Federsammlung.
Luna ist der Name des Mondes, der jede Nacht über dem großen blauen Haus aufgeht. Luna gehört zu den besten und ältesten Freunden des Bären und spricht jede Nacht mit ihm auf dem Balkon. Sie ist wohl neben dem Bären der weiseste ständige Charakter der Serie. Sie fragt den Bären stets „Wie war dein Tag im großen blauen Haus?“, woraufhin der Bär ihr von den Ereignissen des Tages erzählt, die sie dann schmunzelnd kommentiert. Luna begegnet laut eigener Aussage bei ihren Reisen um die Erde stets vielen interessanten Begebenheiten, von denen sie am Schluss ihres Dialogs oft kurz erzählt. Unter anderem spricht sie auch jede Nacht mit Ursa, der Freundin des Bären, wenn sie in Spanien aufgeht.

Luna begegnet den Freunden des Bären nur sehr selten direkt, beispielsweise in der Folge Die Herbstvollmondparty, in der beinahe alle Figuren der Serie eine Feier für Luna veranstalten.

Da sie als Mond die gesamte Erde beleuchten muss, kann sie stets nur kurz vor dem großen blauen Haus verweilen, hat aber immer genug Zeit, um mit dem Bären das Abschiedslied für den Zuschauer zu singen, bevor die Folge endet. Das Abschiedslied ist neben dem Titelsong und der Abspannmelodie das einzige Lied, das in jeder Folge gesungen wurde.
Shadow, das Schattenmädchen, ist die Bewohnerin des großen blauen Hauses, über die wohl am wenigsten bekannt ist. Shadow ist kein fester Charakter in Form einer Puppe, sondern erscheint stets als Schatten an einer Wand. Sie ist grundsätzlich unsichtbar, der Bär kann sie aber dazu bringen, sich zu zeigen, indem er sie sucht und gleichzeitig ein Lied singt („Oh... Wo ist meine Freundin Shadow? Wo ist meine Freundin Shadow? Wo ist meine Freundin Shadow? Wo kann Shadow sein?“), wonach sie stets lachend auf einer Wand erscheint, begleitet von einer immer gleichen Musik.

Shadow erzählt dem Bären stets eine Geschichte, wenn sie sich begegnen. Diese oft komische Geschichte wird durch schwarz-weiße Bilder erzählt, untermalt von Shadows Gesang. Die Figuren in der Geschichte können außerdem auch selbst sprechen. Nach der Geschichte verschwindet Shadow an derselben Wand wieder, ebenfalls unterlegt mit der Musik.

Prinzipiell kann Shadow an verschiedenen Stellen im großen blauen Haus auftauchen, meist ruft der Bär sie aber im unteren Flur. Während der Zeile „...wo kann Shadow sein?“ nähert er sich dabei grundsätzlich der Wand, an der sie anschließend auch erscheint.

Shadows Auftritte sind grundsätzlich nur im Fernsehen zu sehen, auf Kassette und CD sind sie herausgeschnitten. Dies geschieht vermutlich, da Shadows Geschichten stets auf ein visuelles Element (die Bilder) zurückgreifen und dies bei einem Hörspiel nicht möglich ist.

## Das große blaue Haus
Das große blaue Haus im Waldtal ist der Haupthandlungsort des Geschehens. Zu Beginn einer Folge öffnet sich das Haus dem Betrachter wie ein Puppenhaus, wodurch die inneren Räume gezeigt werden, bevor die übrigen Figuren mit der Titelmusik einsetzen. Zum Ende einer Folge schließt sich das Haus wieder, wobei sich das Haus am Ende manchmal vom Anfangshaus unterscheidet.

Das große blaue Haus besitzt insgesamt 4 Räume: Wohnzimmer, Küche, Badezimmer und Schlafzimmer. Dazu kommt noch ein Speicher voller Gerümpel, an den ein kleiner Balkon anschließt. Hinter dem Haus befindet sich ein größerer Garten, zu dem u. a. der sog. Otterteich gehört.

Obwohl sich viele der Hauptfiguren zu Beginn einer Folge bereits im Haus aufhalten, wohnen nur der Bär und Tutter fest im Haus. Alle anderen wohnen außerhalb des Hauses.
Die Handlung im großen blauen Haus wird sehr stark mit Musik unterlegt. Häufig werden von den Bewohnern komplette Lieder gesungen, während der Dialoge werden aber auch immer wieder einzelne Melodieläufe von verschiedenen Instrumenten abgespielt, die die Handlung untermalen.

## Synchronisation
Die Synchronisation entstand bei FFS Film- & Fernseh-Synchron GmbH in München.
| Rolle  | Englische Synchronisation | Deutsche Synchronisation                       |
| ------ | ------------------------- | ---------------------------------------------- |
| Bär    | Noel MacNeal              | Michael Ande Thomas Amper (Gesang)             |
| Ojo    | Vicki Eibner              | Veronika Neugebauer                            |
| Tutter | Peter Linz                | Frank Lenart                                   |
| Treelo | Tyler Bunch               | Miriam Neugebauer                              |
| Pip    | Peter Linz                | Hubertus von Lerchenfeld Thomas Amper (Gesang) |
| Pop    | Tyler Bunch               | Dominik Auer Peter Bischof (Gesang)            |
| Luna   | Lynne Thigpen             | Cornelia Froboess                              |
| Shadow | Tara Mooney               | Christine Leyser                               |